# I'm a Man
I'm a Man is een rocknummer geschreven door Steve Winwood en Jimmy Miller. Het werd voor het eerst opgenomen in 1967 door Winwoods band The Spencer Davis Group. Het is in de loop der jaren door veel andere artiesten gecoverd.

## Originele versie
Op de originele opname speelt het Hammondorgel een prominente rol. Het is een bluesrocknummer dat begin 1967 als single werd uitgebracht. Het nummer was een hit in het Verenigd Koninkrijk en de Verenigde Staten en bereikte in die landen respectievelijk nummer 9 en nummer 10. In de Nederlandse Top 40 behaalde het de achtste positie en in de Vlaamse Ultratop 50 kwam het tot plek 22. Het was de laatste hitsingle van de band voordat de broers Steve en Muff Winwood uit de band vertrokken om hun eigen carrière na te streven. Het is opgenomen op het album van de band uit 1967, I'm a Man.

## Versie door Chicago
De Amerikaanse band Chicago (toen nog bekend als Chicago Transit Authority) nam een coverversie van "I'm a Man" op voor hun debuutalbum uit 1969, The Chicago Transit Authority. Toen de populariteit van de band enorm steeg na hun tweede album, werd "I'm a Man" uitgebracht als de B-kant van een heruitgave van "Questions 67 and 68".
Hoewel het een B-kant van de single was, kozen veel radiostations ervoor om beide kanten van de single te draaien. "I'm a Man" bereikte nummer 49 van de Amerikaanse hitlijst, en nummer 8 in het Verenigd Koninkrijk en nummer 13 in Ierland. In een aantal landen werd een single uitgebracht met de elpeetrack in tweeën geknipt (part 1 en part 2), elk op één kant (CBS 4503). In Nederland haalde deze single de 13e plek van de Top 40, in Vlaanderen de 10e plek van de Ultratop 50.

## Andere coverversies
- De Italiaans-Amerikaanse band Macho nam in 1978 een 17 minuten durende discoversie van het nummer op. Een verkorte versie werd als single uitgebracht en had bescheiden succes in de discolijst.
- In 1987 bracht de Italiaanse producer Gianfranco Bortolotti een medley uit onder zijn Club House-alias, waarbij "I'm a Man" werd gemengd met Mory Kanté's "Yé ké yé ké". Deze single haalde plek 69 in de Britse hitlijsten.

## NPO Radio 2 Top 2000
| Nummers met noteringen in de NPO Radio 2 Top 2000 | '99  | '00  | '01  | '02  | '03  | '04  | '05  | '06-'07 | '08  |
| ------------------------------------------------- | ---- | ---- | ---- | ---- | ---- | ---- | ---- | ------- | ---- |
| I'm a Man (The Spencer Davis Group)               | 1444 | -    | -    | 1167 | 1063 | 1484 | 1906 | -       | -    |
| I'm a Man (Chicago)                               | -    | 1104 | 1455 | 1217 | 1487 | 1251 | 1562 | -       | 1994 |

1. ↑  Een '-' betekent dat het nummer niet was genoteerd en een vetgedrukt getal geeft de hoogste notering van een nummer aan.
2. ↑  Deze tabel is bijgewerkt tot en met de laatste editie (2024).